# Bonneville (Charente)
Bonneville korábbi község Franciaországban, Charente megyében. Lakosainak száma 136 fő (2018. január 1.). Bonneville Gourville, Mons, Montigné és Auge-Saint-Médard községekkel határos.
2019. január 1-jén három másik korábbi községgel egyesült és az így létrejött Val-d’Auge új község része lett.

## Népesség
A település népessége az elmúlt években az alábbi módon változott:
| Lakosok száma | 206  | 219  | 159  | 157  | 157  | 154  | 147  | 145  | 137  | 136  |
|               | 1968 | 1975 | 1990 | 1999 | 2006 | 2011 | 2013 | 2015 | 2017 | 2018 |